# Maria Ludovica De Angelis
Maria Ludovica De Angelis, rodným jménem Antonina De Angelis (24. října 1880, San Gregorio – 25. února 1962, La Plata) byla italská římskokatolická řeholnice, členka kongregace Dcer Panny Marie Milosrdné, působící v Argentině. Katolická církev ji uctívá jako blahoslavenou.

## Život

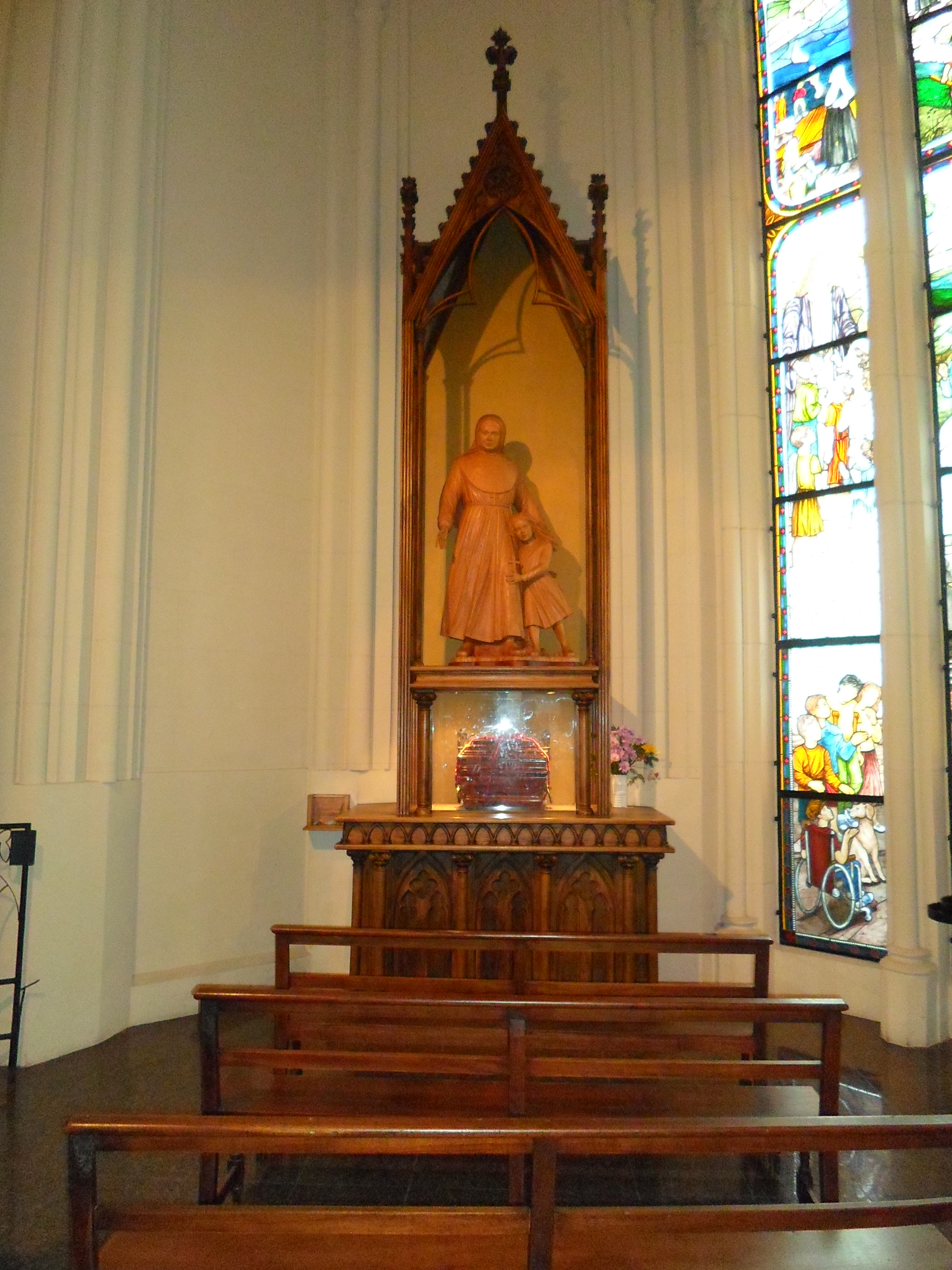
Oltář s jejími ostatky v boční kapli katedrály Neposkvrněného Početí Panny Marie v La Platě

Narodila se dne 24. října 1880 ve vesnici San Gregorio u města L'Aquila ve stejnojmenné provincii jako první z osmi dětí do rodiny farmářů. Pokřtěna byla den po svém narození. Jako malá měla ráda přírodu a denně pracovala na polích poblíž svého domova. Rozhodla se pro řeholní život a dne 17. listopadu 1904 vstoupila do řeholní kongregace Dcer Panny Marie Milosrdné. Přijala řeholní jméno Maria Ludovica.
Dne 14. listopadu 1907 odplula lodí Itálie do Buenos Aires, kam dorazila následujícího 4. prosince. V roce 1908 byla dosazena jako vedoucí kuchyně, skladu a prádelny v dětské nemocnici v La Platě. Později měla na starost správu celé nemocnice. Zaměřila se na rozšíření služeb pro děti, zajištění finančních prostředků na vybudování dalších pacientských a operačních sálů, pořízení lékařského vybavení a vybudování ozdravovny. Zasloužila se také o stavbu kaple a vytvoření farmy, která poskytovala čerstvé potraviny pro děti z nemocnice. Její zásluhou byly od magistrátu La Plata získány granty na údržbu nemocnice, které zaručovaly její dlouhou životnost.
Zemřela dne 25. února 1962 v La Platě na rakovinu břicha. Její ostatky jsou uloženy v katedrále Neposkvrněného Početí Panny Marie v La Platě.

## Úcta
Její beatifikační proces započal dne 17. září 1987, čímž obdržela titul služebnice Boží. Dne 20. prosince 2001 ji papež sv. Jan Pavel II. podepsáním dekretu o jejích hrdinských ctnostech prohlásil za ctihodnou. Dne 20. prosince 2003 byl uznán zázrak na její přímluvu, potřebný pro její blahořečení.
Blahořečena pak byla dne 3. října 2004 na Svatopetrském náměstí papežem sv. Janem Pavlem II.
Její památka je připomínána 25. února. Bývá zobrazována v řeholním oděvu.